# 未完成時
未完成時(imperfect tense)是一些印歐語言的古典語法，指示帶有未完成體的過去式。在英語中它被稱為過去進行時。
這個術語起源於拉丁語，因為“imperfect”提及未完成或放棄的行動。

## 在印歐語言的未完成時

### 英語
在英語中，未完成時或過去進行時用動詞短語表示：
- “I was eating...”
- “I used to eat...”

其中“eating”和“eat”是現在時動詞時態，但是所做的行動是在過去發生的。相對於“I ate...”，它使用動詞的過去式。
注意“Back then, I would eat early, and would walk to school...”不表示條件，而是在英語中表示未完成時的過去行動， 在翻譯成其他語言的時候要小心。
在現代語言學中，特別是在作為外語學習英語的時候，更常稱之為“過去連續時”或“過去進行時”。

### 拉丁語
未完成時直陳語氣的變位：
|     | parāre    | docēre    | legere    | capere     | scīre     | esse   |
| --- | --------- | --------- | --------- | ---------- | --------- | ------ |
| ego | parābam   | docēbam   | legēbam   | capiēbam   | sciēbam   | eram   |
| tū  | parābās   | docēbas   | legēbās   | capiēbās   | sciēbās   | erās   |
| is  | parābat   | docēbat   | legēbat   | capiēbat   | sciēbat   | erat   |
| nōs | parābāmus | docēbāmus | legēbāmus | capiēbāmus | sciēbāmus | erāmus |
| vōs | parābātis | docēbātis | legēbātis | capiēbātis | sciēbātis | erātis |
| eī  | parābant  | docēbant  | legēbant  | capiēbant  | sciēbant  | erant  |

注釋：
- 未完成時用標記 ba 和 bā 表示。
- esse 的未完成時形式用作被動語氣中與完成被動分詞在一起的助動詞。

#### 荷兰语
過去進行時的那個詞的構成， 是在動词第一人稱形式後面加te(n)/de(n)
舉例：
```
     動詞原形              第一人稱形式          過去進行時             
      werken               werk               werkte(n)          工作
      wonen                woon               woonde(n)          居住
```

動词變形是在動词的後面加te或者de，取決於動詞的末尾發音。

## 引用
1. ↑  .   [2008-07-23]. （原始内容存档于2008-09-17）.